# Fânio Cepião
Fânio Cepião ou Fânio Cépio (em latim: Fannius Caepio; m. 22 a.C.) foi um romano antigo ativo durante o século I a.C.. Conspirou em 22 a.C., ao lado de outros oficiais como Lúcio Licínio Varrão Murena, contra o imperador Augusto (r. 27 a.C.–14 d.C.). Ele foi acusado de traição (majestas) pelo futuro imperador Tibério, que atuou como promotor, e condenado pelo júri, mesmo sem estar presente. Sentenciados à morte por traição, todos os acusados foram executados logo após serem capturados sem mesmo darem testemunho em sua defesa.